# رادوشواتس (گولوباتس)
رادوشواتس (به صربی: Radoševac) یک منطقهٔ مسکونی در صربستان است که در گولوباک واقع شده‌است. رادوشواتس ۲۶۱ نفر جمعیت دارد.